# Tex Murphy
Tex Murphy es una saga de videojuegos de aventuras de tipo imagen real diseñada por Chris Jones y lanzada en 1989 con su primera versión, Mean Streets. El personaje principal, que da nombre al videojuego, es interpretado por el propio Christ Jones. Representa a un investigador privado que vive en futuro post-nuclear, a mediados del siglo XXI, en la ciudad de San Francisco. Las aventuras se desarrollan en un ambiente apocalíptico tras la Tercera Guerra Mundial, con un detective poco afortunado e impregnado de la estética del cine negro y del Ciberpunk.
Para las nuevas generaciones Tex Murphy no es una referencia muy conocida, sin embargo los jugadores de los años 90 tienen a este personaje como sus favoritos. Este juego, considerado como un clásico, forma parte de la historia del videojuego y es considerado como uno de los mejores juegos de misterio.

## Juegos

### Mean Streets (1989)
Mean Streets fue el primer juego dentro de la saga de Tex Murphy. A diferencia de los otros juegos de la serie, este contiene muchos elementos de distintos géneros: secuencias de juegos de aventuras, escenas de acción y un simulador de vuelo en mundo abierto. Fue reconocido en su tiempo por ser uno de los primeros videojuegos que usó gráficos VGA de 256 colores, y por su tecnología de sonido que contribuyó a la grabación de audio digital. Dicha tecnología permite la reproducción sonora sin necesidad de una tarjeta de sonido externa.

### Martian Memorandum (1991)
Este juego es la continuación de la historia de Tex Murphy pero con el modo de juego "point-and-click" y utilizando actores digitalizados. Presenta fragmentos cortos de video durante las conversaciones e instaura el estilo FMV

### Under a Killing Moon (1994)
Under a Killing Moon marcó un cambio de dirección en la serie. Se desarrolló durante cuatro años y contó con un presupuesto de dos millones de dólares. Usó gráficos en 3D y "full motion video" para expandir enormemente el juego. Para este juego se tuvo que volver a recrear el personaje de Tex Murphy como un divorciado con mala suerte luchando por encontrar trabajo como investigador. Los gráficos en 3D que se presentaron era excepcionalmente detallados para su tiempo. Fue uno de los primeros juegos en aprovechar los sistemas con 16 megabytes de RAM para mostrar texturas de mayor resolución. Este juego lanzó al existo la saga de Tex Murphy y fue calificada dentro de las quince mejores aventuras interactivas de todos los tiempos.

### The Pandora Directive (1996)
The Pandora Directive es la secuela de Under a Killing Moon. Ambos videojuegos utilizan el mismo motor de procesamiento y la acción se desarrolla en las mismas ubicaciones. Este juego también utiliza muchos personajes recurrentes del juego anterior y continua la trama romántica entre Tex Murphy y Chelsea Bando. Tiene una jugabilidad muy similar presentando acertijos lógicos y rompecabezas del juego anterior. Contiene una historia ramificada, con tres caminos principales y siete finales únicos. Permite múltiples soluciones a algunos problemas.

### Tex Murphy: Overseer (1998)
Aunque Overseer es el quinto juego dentro de la saga, su historia se basa en narrar nuevamente el primer gran caso de Tex, retratado anteriormente en Mean Streets. La historia se desarrolla a través de un hilo narrativo ambientado en los acontecimientos ocurridos después de The Pandora Directive, mientras Tex le relata la historia de su pasado a Chelsea. Overseer mantiene el estilo de juego y toma pocas referencias de Mean Streets excepto en lo que se refiere a su trama básica. Retoma muchos detalles del juego de 1996, lo que agudiza aún más la división entre los primeros juegos de la serie y los últimos juegos de acción en vivo. Overseer fue desarrollado para exhibir el incipiente formato DVD-ROM y fue el primer juego desarrollado para aprovechar específicamente el DVD. Producido con un programa acelerado, tenía un alcance algo más limitado que The Pandora Directive, sin las rutas de ramificación y los múltiples finales. Access esperaba que Overseer sirviera para establecer una secuela adecuada de Pandora, sin embargo, el juego terminó con un suspense que permaneció sin resolver durante más de 15 años.

### Tesla Effect: A Tex Murphy Adventure (2014)
Este juego es una secuela de The Pandora Dirctive. Continúa con el estilo de los juegos anteriores, haciendo un uso intensivo de FMV de acción en vivo, así como la exploración e investigación en primera persona. Presenta muchos de los personajes y lugares que aparecen en Under a Killing Moon y The Pandora Directive. También presenta múltiples caminos y finales.

### The Poisoned Pawn (2015)
Este iba a ser el séptimo juego de la serie. El juego comenzó originalmente como una nueva versión hecha por fanáticos del quinto título de la serie, Tex Murphy: Overseer. Big Finish Games autorizó su desarrollo a principios de 2015. El proyecto fue avanzando y evolucionó hasta convertirse en una continuación oficial de la serie de Tex Murphy. El equipo de desarrollo se simplificó y se asoció con el propietario de la serie (Big Finish Games). Aaron Conners (escritor de la serie) se unió y escribió contenido completamente nuevo para el juego, con nuevas aventuras que suceden a las de Tesla Effect y tienen lugar en el año 2050. Si bien la base de la historia de los juegos sigue centrándose en la trama de Overseer, Tex revisa algunas partes de todos sus casos para descifrar su verdadero pasado y prepararse para un futuro incierto. The Poisoned Pawn se refiere al título original que se le dio a Overseer, antes de que se decidiera internamente un cambio de nombre previo a su lanzamiento en 1998. El 30 de abril de 2021, se anunció que el juego se cancelaba momentáneamente debido a desavenencias creativas.

## Ambientación
Los juegos de la serie Tex Murphy se desarrollan en un ambiente postapocalíptico, hacia la mitad del siglo XXI, tras la Tercera Guerra Mundial. La ciudad elegida para la ambientación es San Francisco donde aún se pueden distinguir algunos famosos emplazamientos como el Puente Golden Gate, la Torre Coit o la Isla de Alcatraz, aunque la mayoría de ellos están completamente abandonados. El cielo de la ciudad se vislumbra con un destello rojizo debido a la radiación. Dicha radiación ha dividido a la población en dos tipos de personas: aquellos que no se ven afectados, que viven en zonas acomodadas, y los mutantes que viven en zonas pobres, carecen de inmunidad genética y están desfigurados. No cabe duda de que los libros y las películas de ciencia ficción sirven de base inspirador al aspecto futurista del juego, especialmente la película Blade Runner, con sus coches voladores y sus edificios dispuestos con formidable densidad.

## Personaje
Tex Murphy es un investigador privado del año 2040. Forma parte de la privilegiada porción de población nacida sin ningún defecto genético, lo que le convierte en un humano normal ( denominados "normas", frente a los “mutantes” en el videojuego). Es un ávido fanático de las películas clásicas de cine negro de Humphrey Bogart. En él se inspira para hacer su trabajo al más puro estilo de los detectives arquetípicos del cine negro como Sam Spade o Philip Marlowe. Posee notables dotes de observación al examinar objetos o características, casi nunca pasa por alto un detalle importante o inusual. Sin embargo, ocasionalmente puede ser un tanto torpe e ingenuo, lo que le conduce a meterse en problemas de vez en cuando, al igual que su ingenio sarcástico. Tex es honesto y, en general, un tipo de buen carácter que sufre de problemas de espalda y excesos con el alcohol. Dirige su negocio de investigador privado desde su apartamento en el Hotel Ritz en Chandler Avenue, en el Viejo San Francisco, en la zona pobre y arruinada de la ciudad. Allí comparte espacio con indigentes y mutantes, algunos de los cuales se han convertido en fieles amigos: Louie Lamintz, el dueño de Brew and Stew ; Rook Garner, de la casa de empeños; Clint, un vagabundo adicto al chocolate; y sobre todo, Chelsee Bando, la atractiva vendedora del quiosco frente a su casa.

## Drama de radio
Cuando los planes para el nuevo juego fracasaron, Chris Jones y Aaron Conners produjeron una serie de dramas en audio en 2001 para continuar con la historia. El radioteatro está protagonizado por varios de los personajes y voces originales de los juegos, incluido Jones como Tex Murphy. Fueron financiados  por los propios creadores y lanzados de forma gratuita como descargas digitales. Estos episodios continúan estando disponibles a través del sitio web no oficial de Tex Murphy. Se ha anunciado una nueva serie de seis episodios más para acompañar al próximo Proyecto Fedora como recompensa para los patrocinadores que se adhieran.

## Novelas
Aaron Conners ha publicado novelas de tres títulos de Tex Murphy, así como una continuación original, que servirá como base para el próximo Tex Murphy and the Poisoned Pawn, actualmente en desarrollo por Chaotic Fusion.
- Under a Killing Moon (1996)

- The Pandora Directive (1995)

- Tesla Effec: A Tex Murphy Adventure (2014)

- Tex Murphy and the Poisonded Pawn (2021)

Las novelas siguen la misma historia que los juegos, pero difieren un poco en los detalles. The Poisoned Pawn incorpora elementos de Overseer (basado en Mean Streets) pero sirve para reconfigurar ciertos aspectos de la trama. Conners ha anunciado dos novelas más después de The Poisoned Pawn. El autor afirma que "Una continuará desde el final de La Directiva Pandora y revelará los emocionantes acontecimientos acaecidos antes de Tex Murphy y el Efecto Tesla. El otro libro será la continuación posterior de la historia que y que conducirá a Tex al último viaje hacia el ocaso."

## Historia
El personaje de Tex Murphy se creó por primera vez para la pelicula de Plan 10 de Outer Space, creado por Chirs Jones y otros miembros de Access Software. Tras el desarrollo de su juego, Echelon quiso crear otro juego pero esta vez en 3D, en el cual deseaban poner a los jugadores en el papel del investigador. Finalmente, surgieron elementos de aventura y acción. Mean Streets se destacó por el uso de gráficos VGA de alto color, actores digitalizados y por su tecnología "Real Sound", que permitía reproducir ondas de sonido en el altavoz de la PC sin el uso de una tarjeta de sonido.
Para su secuela, Access desarrolló un juego de aventuras de "point-and-click" más tradicional. Martian Memorandum también contó con actores digitalizados, incluso Christ Jones como Tex y contó con una voz mucho más digitalizada. Introdujo también ramificación de diálogo, que seguiría siendo un elemento destacado.
El tercer título pasó cuatro años en desarrollo y presento el juego más ambicioso de la compañía hasta la fecha. Under a Killing Moon se envió en cuatro CD-ROM nunca antes escuchados y contó con voz en off completa y horas de escenas y diálogos con actores en vivo. Sin embargo, a diferencia de muchos juegos que usan video de movimiento completo, también presenta gráficos 3D en tiempo real de alta gama y entornos explorables, algo nunca visto anteriormente en el género. Under a Killing Moon fue ampliamente elogiado por el uso de la tecnología y representó el pico de ventas de la serie.
Para el próximo juego, Access reutilizó el motor y la tecnología de desarrollo para Under a Killing Moon, pero contrató al director de Hollywood Adrian Carr para dirigir las secuencias de video del juego y mejorar la narración y la presentación. También introdujo una "ruta" narrativa en la que las elecciones realizadas a lo largo del juego afectaban a la historia y el final del juego. Aunque The Pandora Directive fue bien recibida por fanáticos y críticos, no pudo repetir el éxito financiero de su predecesor.
Los planes de Access para una secuela finalmente se convirtieron en planes para una trilogía, pero estos planes se descartaron cuando Intel se acercó a Access para crear un juego con la intención de demostrar la nueva tecnología de DVD en la que estaban trabajando. Para acomodar el cronograma acelerado necesario para el proyecto, Access cambió sus planes a una nueva versión de Mean Streets, hecha al estilo de los últimos juegos de la serie, y eliminó muchos elementos del juego. Cuando Intel abandonó el proyecto, Access pasó tres meses ampliando los elementos interactivos del juego y convirtiéndolo en un título "con todas las funciones". Enviaron el título ellos mismos como Tex Murphy: Overseer. El juego recibió críticas mixtas y marcaría el final de la serie durante más de una década.

## Video documental
El 2 de diciembre de 2017, Big Finish Games lanzó un documental sobre la franquicia de Tex Murphy. El video fue originalmente un incentivo de patrocinio de Kickstarter para Tesla Effect: A Tex Murphy Adventure, pero se puso a disposición del público  general a través de YouTube. El video de 45 minutos proporciona una visión detallada de la historia y el desarrollo de la serie de juegos y personajes de Tex Murphy. También presenta entrevistas con muchos de los creadores originales de la serie, incluido el contenido del video “detrás de escena” desde que se formó la compañía Access Software, hasta la campaña Tesla Effect Kickstarter.